# HMS Southwold (L10)
Le HMS Southwold (pennant number L10) est un destroyer d'escorte de classe Hunt de type II construit pour la Royal Navy pendant la Seconde Guerre mondiale.

## Construction
Le Southwold est commandé le 20 décembre 1939 dans le cadre du programme d'urgence de la guerre de 1939 pour le chantier naval de J. Samuel White de Cowes, sur l'île de Wight en Angleterre, sous le numéro J6274. La pose de la quille est effectuée le 18 juin 1940, le Southwold est lancé le 29 mai 1941 et mis en service le 9 octobre 1941.
Il n'a pas été parrainé par une communauté civile pendant la campagne nationale du Warship Week (semaine des navires de guerre) en mars 1942 ayant coulé entretemps.
Les navires de classe Hunt sont censés répondre au besoin de la Royal Navy d'avoir un grand nombre de petits navires de type destroyer capables à la fois d'escorter des convois et d'opérer avec la flotte. Les Huntde type II se distinguent des navires précédents type I par une largeur (Maître-bau) accrue afin d'améliorer la stabilité et de transporter l'armement initialement prévu pour ces navires.
Le Hunt type II mesure 80,54 m de longueur entre perpendiculaires et 85,34 m de longueur hors-tout. Le Maître-bau du navire mesure 9,60 m et le tirant d'eau est de 3,51 m. Le déplacement est de 1070 t standard et de 1510 t à pleine charge.
Deux chaudières Admiralty produisant de la vapeur à 2100 kPa et à 327 °C alimentent des turbines à vapeur à engrenages simples Parsons qui entraînent deux arbres d'hélices, générant 19 000 chevaux (14 000 kW) à 380 tr/min. Cela donné une vitesse de 27 nœuds (50 km/h) au navire. 281 t de carburant sont transportés, ce qui donne un rayon d'action nominale de 2 560 milles marins (4 740 km) (bien qu'en service, son rayon d'action tombe à 1 550 milles marins (2 870 km)).
L'armement principal du navire est de six canons de 4 pouces QF Mk XVI (102 mm) à double usage (anti-navire et anti-aérien) sur trois supports doubles, avec un support avant et deux arrière. Un armement antiaérien rapproché supplémentaire est fourni par une monture avec des canons quadruple de 2 livres "pom-pom" MK.VII et deux  canons Oerlikon de 20 mm Mk. III montés dans les ailes du pont. Les montures jumelles motorisées d'Oerlikon sont remplacés par des Oerlikons simples au cours de la guerre. Jusqu'à 110 charges de profondeur pouvaient être transportées,. Le navire a un effectif de 168 officiers et hommes,.

## Histoire

### Seconde Guerre mondiale

#### 1941
À la fin de son armement et de ses essais en mer, le Southwold se rend à Scapa Flow en octobre 1941 pour des exercices avec les navires de la Home Fleet, avant d’être envoyé au service de la Mediterranean Fleet (Flotte méditerranéenne). Le Southwold et le destroyer Dulverton (L63) rejoignent le convoi WS12Z le 16 novembre et partent de la Clyde pour le voyage à Alexandrie via l'Océan Indien. Le convoi atteint Freetown en Sierra Leone le 24 novembre, et après avoir traversé le cap de Bonne-Espérance , le Southwold se détache du convoi le 14 décembre et set déplace indépendamment de Mombasa à Alexandrie, en Égypte à travers Aden, la mer Rouge et le canal de Suez.

#### 1942
Le Southwold rejoint la 5e Flottille de destroyers à Alexandrie le 5 janvier 1942, effectuant des patrouilles et escortant des convois. Il est organisé pour le transport de marchandises et les troupes de renfort pour la garnison de Tobrouk. Le 12 février, il participe à l’escorte du convoi MW9B pour augmenter les renforts pour Malte qui sont bloqués par l’ennemi ; Mais le convoi est lourdement attaqué par les avions ennemis, et est forcé de retourner à Alexandrie. Le 20 mars, il rejoint le Avon Vale (L06), le Beaufort (L14), le Dulverton, le Bridgewater (L01), le Heythrop (L85) et le Hurworth (L28) pour effectuer un balayage anti-sous-marin le long de la route que le convoi MW10 passerait, lorsque le Heythrop est touché par une torpille de l'U-Boot U-652 au nord-ouest au large de Bardia.

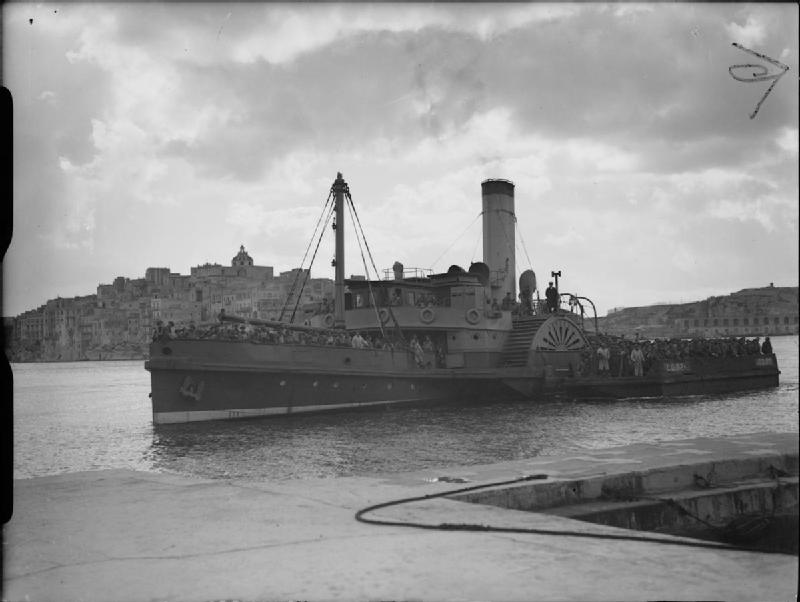
Le remorqueur Ancient tirait le Southwold juste avant qu’il ne se brise en deux

Le lendemain, le Southwold rejoint le convoi après avoir fait le ravitaillement en carburant à Tobrouk. Lorsque le convoi MW10 est menacé par la force supérieure de la flotte italienne le 22 mars, il est d'abord organisé pour protéger les navires marchands, escorté par les croiseurs Cleopatra (33) et Penelope (97) contre les attaques de torpilles de l’ennemi dans la deuxième bataille de Syrte. il rejoint le convoi après le retrait des navires de guerre italiens, et poursuit son voyage à Malte, qui subit constamment des raids aériens sur sa route. Le Southwold et le Beaufort se détachent le 23 mars pour escorter le MV Breconshire endommagé jusqu’à Malte, après que le convoi MW10 est dispersé et endommagé par un raid aérien,,.
Le 24 mars, alors qu’il tente de remorquer le Breconshire par mauvais temps, le Southwold heurte une mine mouillé par les Britanniques, endommageant gravement la structure du navire, perdant de la puissance et inondant la salle des machines. Il est tiré par le remorqueur Ancient, mais sa coque se brise en deux et coule à la position géographique de 35° 56′ N, 14° 35′ E. Un officier et cinq marins sont tués avec le navire. Les survivants sont secourus par son navire-jumeau (sister ship) le Dulverton.

### Epave
L’épave du Southwold se trouve en deux sections à environ 2,4 kilomètres de la baie de Marsaskala à Malte. La proue (l'avant du navire) avec son étrave est la plus grande pièce, d’environ 40 mètres de longueur, et il se trouve sur son côté tribord à une profondeur de 70 mètres. L’arrière, qui est situé à environ 300 mètres de l’avant, fait environ 28 mètres de long et il se trouve debout dans 72 mètres d’eau.

### Honneurs de bataille
- SIRTE 1942
- MALTA CONVOYS 1942
- LIBYA 1942

### Commandement
- Commander (Cdr.) Christopher Theodore Jellicoe (RN) du 4 septembre 1941 au 24 mars 1942